# Pramdragernes sang ved Volga
Pramdragernes sang ved Volga (russisk: Эй, ухнем!) er en velkendt traditionel russisk sang samlet af Milij Balakirev, og udgivet 1866 i hans bog bestående af folkesange. Det er en ægte shanty sunget af burlakker, eller pramdragere, på Volgafloden. Balakirev udgav sangen med kun ét vers (det første), de andre to vers blev tilføjet senere. Ilja Repins berømte maleri Pramdragerne ved Volga viser burlakker i Zar-Rusland knoklende på Volga. Sangen blev populariseret af Fjodor Sjaljapin, og har været et yndlingsstykke for bassangere lige siden.